# Biharmagura
Biharmagura falu Romániában, Bihar megyében.

## Fekvése
Biharmagura (Magura) Bihar megyében, Belényes mellett fekvő kis település.

## Története
Magura először a nagyváradi 1. sz. püspök, majd a görögkatolikus püspök birtokaihoz tartozott.
A település határában nagyon szép cseppkőbarlang található, és itt látható az úgynevezett Sárkánybarlang sziklafülke is.
Borovszky az 1900-as évek elején írta a kis településről: „Magura, a Bihar-hegységben fekvő kisközség, ortodox oláh lakosokkal. Házainak száma 72, lakosaié 358. Postája, távírója és vasúti állomása Belényes.”